# محمد شعيب (جزائري)
محمد شعيب (مواليد 20 مايو 1957 ) لاعب كرة قدم جزائري سابق لعب في صفوف منتخب الجزائر لكرة القدم في مركز مدافع.

## السيرة
لعب مع المنتخب الجزائري 70 مباراة في الفترة بين 1979 و1988. اختير ضمن قائمة أفضل ال23 لاعب مرتين في كأس الأمم الأفريقية لكرة القدم 1984 وكأس الأمم الأفريقية لكرة القدم 1986. كما شارك في كأس العالم لكرة القدم 1986 في المكسيك.

### وصلات خارجية
- محمد شعيب على موقع الاتحاد الدولي (مؤرشف)  (الإنجليزية)
- محمد شعيب على موقع قاعدة بيانات كرة القدم.إي يو (الإنجليزية)
- محمد شعيب على موقع ناشيونال فوتبول تيمز (الإنجليزية)
- Mohamed Chaïb sur www.fifa.com